# قهرمانی جودو آسیا ۲۰۰۵
جودو قهرمانی آسیا ۲۰۰۵ هجدهمین دوره از رقابت‌های قهرمانی آسیا می‌باشد که از ۱۴ تا ۱۵ مه ۲۰۰۵ در تاشکند، ازبکستان برگزار گردید.

## خلاصه مدال‌ها

### مردان
| رویداد                | طلا                               | نقره                               | برنز                              |
| خیلی سبک‌وزن ۶۰− ک‌گ    | Cho Nam-suk · کرهٔ جنوبی           | Tatsuaki Egusa · ژاپن              | Lin Chueh-chen · تایوان           |
| خیلی سبک‌وزن ۶۰− ک‌گ    | Cho Nam-suk · کرهٔ جنوبی           | Tatsuaki Egusa · ژاپن              | Salamat Utarbayev · قزاقستان      |
| نیمه سبک‌وزن ۶۶− ک‌گ    | خاشباتارین تساگانباتار · مغولستان | آرش میراسماعیلی · ایران            | Toshiaki Umetsu · ژاپن            |
| نیمه سبک‌وزن ۶۶− ک‌گ    | خاشباتارین تساگانباتار · مغولستان | آرش میراسماعیلی · ایران            | Bang Gui-man · کرهٔ جنوبی          |
| سبک‌وزن ۷۳− ک‌گ         | کیم جائه-بوم · کرهٔ جنوبی          | Aidar Kabimollayev · قزاقستان      | رسول بوکیف · تاجیکستان            |
| سبک‌وزن ۷۳− ک‌گ         | کیم جائه-بوم · کرهٔ جنوبی          | Aidar Kabimollayev · قزاقستان      | Yusuke Kanamaru · ژاپن            |
| نیمه میان‌وزن ۸۱− ک‌گ   | Takashi Ono · ژاپن                | Kim Soo-kyung · کرهٔ جنوبی          | Laziz Yuldashev · ازبکستان        |
| نیمه میان‌وزن ۸۱− ک‌گ   | Takashi Ono · ژاپن                | Kim Soo-kyung · کرهٔ جنوبی          | Rauf Hukmatov · تاجیکستان         |
| میان‌وزن ۹۰− ک‌گ        | Seigo Saito · ژاپن                | Batbayaryn Ariun-Erdene · مغولستان | Parviz Sobirov · تاجیکستان        |
| میان‌وزن ۹۰− ک‌گ        | Seigo Saito · ژاپن                | Batbayaryn Ariun-Erdene · مغولستان | Ghanam Al-Dikan · کویت            |
| نیمه سنگین‌وزن ۱۰۰− ک‌گ | جانگ سونگ-هو · کرهٔ جنوبی          | آسخات ژیتکیف · قزاقستان            | Badarchiin Myagmardorj · مغولستان |
| نیمه سنگین‌وزن ۱۰۰− ک‌گ | جانگ سونگ-هو · کرهٔ جنوبی          | آسخات ژیتکیف · قزاقستان            | Takamasa Anai · ژاپن              |
| سنگین‌وزن ۱۰۰+ ک‌گ      | محمدرضا رودکی · ایران             | Hidekazu Shoda · ژاپن              | Utkur Salyamov · ازبکستان         |
| سنگین‌وزن ۱۰۰+ ک‌گ      | محمدرضا رودکی · ایران             | Hidekazu Shoda · ژاپن              | Yeldos Ikhsangaliyev · قزاقستان   |
| وزن آزاد              | عبدالله تانگریف · ازبکستان        | هیرواکی تاکاهاشی · ژاپن            | محمود میران · ایران               |
| وزن آزاد              | عبدالله تانگریف · ازبکستان        | هیرواکی تاکاهاشی · ژاپن            | Vyacheslav Berduta · قزاقستان     |

### زنان
| رویداد               | طلا                                | نقره                       | برنز                             |
| خیلی سبک‌وزن ۴۸− ک‌گ   | Tomoko Fukumi · ژاپن               | Kim Myong-ok · کرهٔ شمالی   | Kim Young-ran · کرهٔ جنوبی        |
| خیلی سبک‌وزن ۴۸− ک‌گ   | Tomoko Fukumi · ژاپن               | Kim Myong-ok · کرهٔ شمالی   | Shao Dan · چین                   |
| نیمه سبک‌وزن ۵۲− ک‌گ   | آن کوم-آئه · کرهٔ شمالی             | Kim Kyung-ok · کرهٔ جنوبی   | Mönkhbaataryn Bundmaa · مغولستان |
| نیمه سبک‌وزن ۵۲− ک‌گ   | آن کوم-آئه · کرهٔ شمالی             | Kim Kyung-ok · کرهٔ جنوبی   | یوکی یوکوساوا · ژاپن             |
| سبک‌وزن ۵۷− ک‌گ        | Khishigbatyn Erdenet-Od · مغولستان | Juri Miyamoto · ژاپن       | Yu Yaling · چین                  |
| سبک‌وزن ۵۷− ک‌گ        | Khishigbatyn Erdenet-Od · مغولستان | Juri Miyamoto · ژاپن       | Jung Hae-mi · کرهٔ جنوبی          |
| نیمه میان‌وزن ۶۳− ک‌گ  | یوشیه یوئنو · ژاپن                 | Wang Chin-fang · تایوان    | He Xiaoli · چین                  |
| نیمه میان‌وزن ۶۳− ک‌گ  | یوشیه یوئنو · ژاپن                 | Wang Chin-fang · تایوان    | Lee Book-hee · کرهٔ جنوبی         |
| میان‌وزن ۷۰− ک‌گ       | Mina Watanabe · ژاپن               | Liu Shu-yun · تایوان       | Bae Eun-hye · کرهٔ جنوبی          |
| میان‌وزن ۷۰− ک‌گ       | Mina Watanabe · ژاپن               | Liu Shu-yun · تایوان       | Kalzhan Taizhanova · قزاقستان    |
| نیمه سنگین‌وزن ۷۸− ک‌گ | Sae Nakazawa · ژاپن                | Kim Ryon-mi · کرهٔ شمالی    | جونگ گیونگ-می · کرهٔ جنوبی        |
| نیمه سنگین‌وزن ۷۸− ک‌گ | Sae Nakazawa · ژاپن                | Kim Ryon-mi · کرهٔ شمالی    | Zhang Yanchun · چین              |
| سنگین‌وزن ۷۸+ ک‌گ      | میکا سوگیموتو · ژاپن               | یو سونگ · چین              | Mariya Shekerova · ازبکستان      |
| سنگین‌وزن ۷۸+ ک‌گ      | میکا سوگیموتو · ژاپن               | یو سونگ · چین              | Jeong Ji-won · کرهٔ جنوبی         |
| وزن آزاد             | میکا سوگیموتو · ژاپن               | Sagat Abikeyeva · قزاقستان | یو سونگ · چین                    |
| وزن آزاد             | میکا سوگیموتو · ژاپن               | Sagat Abikeyeva · قزاقستان | Mariya Shekerova · ازبکستان      |

## جدول مدال‌ها
| رتبه            | کشور            | طلا | نقره | برنز | مجموع |
| --------------- | --------------- | --- | ---- | ---- | ----- |
| ۱               | ژاپن            | ۸   | ۴    | ۴    | ۱۶    |
| ۲               | کرهٔ جنوبی       | ۳   | ۲    | ۷    | ۱۲    |
| ۳               | مغولستان        | ۲   | ۱    | ۲    | ۵     |
| ۴               | کرهٔ شمالی       | ۱   | ۲    | ۰    | ۳     |
| ۵               | ایران           | ۱   | ۱    | ۱    | ۳     |
| ۶               | ازبکستان        | ۱   | ۰    | ۴    | ۵     |
| ۷               | قزاقستان        | ۰   | ۳    | ۴    | ۷     |
| ۸               | تایوان          | ۰   | ۲    | ۱    | ۳     |
| ۹               | چین             | ۰   | ۱    | ۵    | ۶     |
| ۱۰              | تاجیکستان       | ۰   | ۰    | ۳    | ۳     |
| ۱۱              | کویت            | ۰   | ۰    | ۱    | ۱     |
| مجموع (۱۱ کشور) | مجموع (۱۱ کشور) | ۱۶  | ۱۶   | ۳۲   | ۶۴    |